# Серцевина пальми

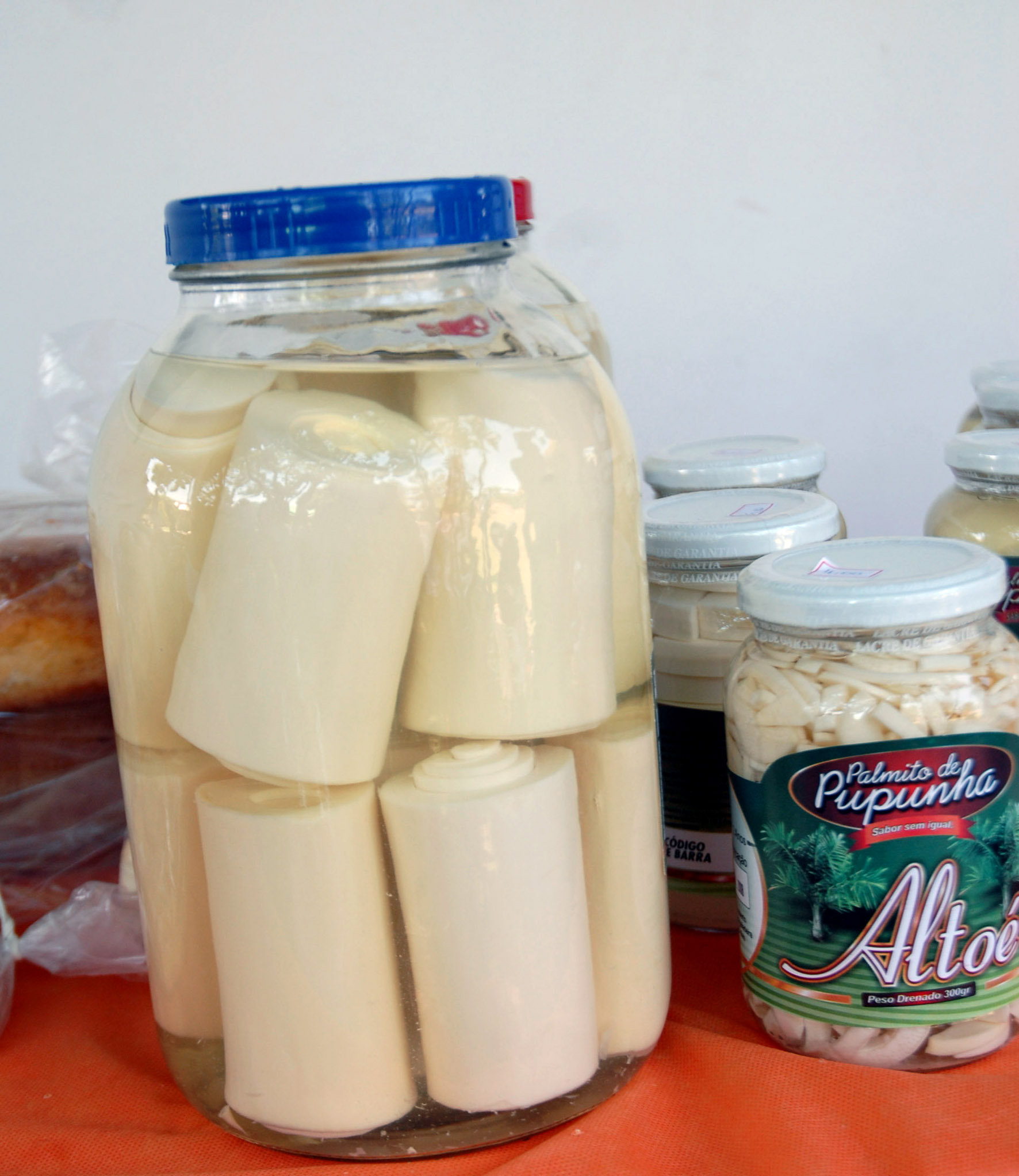
Консервовані пальміто

Серцевина пальми — їстівний продукт, отриманий з бруньки або нутрощів стебла кокосової пальми або пальми асаї. Щоб добути його, доводиться зрізати молоде дерево повністю і очищати від кори, чим обумовлена дорожнеча продукту. Найбільшим виробників серцевини пальми є Південна Америка, в основному Еквадор та Бразилія. Найбільший імпортер — Франція.

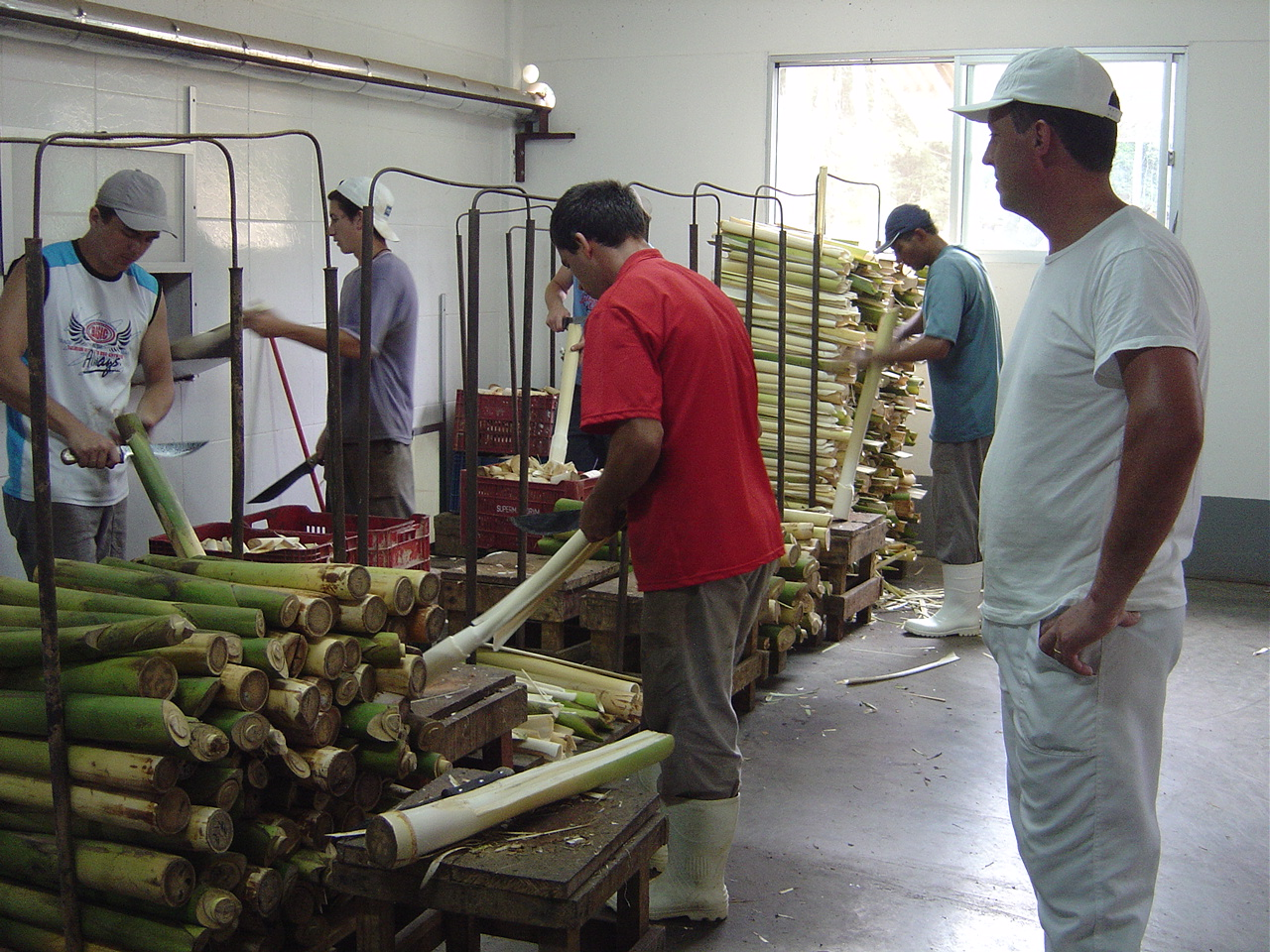
Заготівля пальміто

Зверху серцевина пальми покрита скоринкою, за смаком нагадує бамбук, а всередині має ніжний м'якуш кремової консистенції. Використовується в консервованому вигляді для салатів, зокрема для салату «мільйонер», а також як доповнення до гарячих страв і закусок.
Пальміто отримують також з персикової пальми .